# Parc national de Gesäuse
Le parc national de Gesäuse est un parc national autrichien situé en Styrie. Il a été créé en 2002 sur une surface de 113,06 km2, et il est prévu de l'agrandir jusqu'à 125 km². En 2023 le parc a été agrandi et est passé de 113 à 122 km².

## Alpinisme

### Le Dachl
Le Dachl est une arête qui culmine à 2 204 m et qui relie la Rosskuppe (2 152 m) au Hochtor et qui présente un versant nord localement très surplombant. Il est considéré comme le sommet le plus important du Gesäuse en matière d'alpinisme. La première ascension est effectuée en 1884 par H. Hess, A. Heinzel et F. Kreutzer. Sa face nord est conquise en 1931 par Hugo Rössner, Karl Moldan et Sepp Schindlmeister. cette voie est répétée en solitaire en 1938.

## Galerie

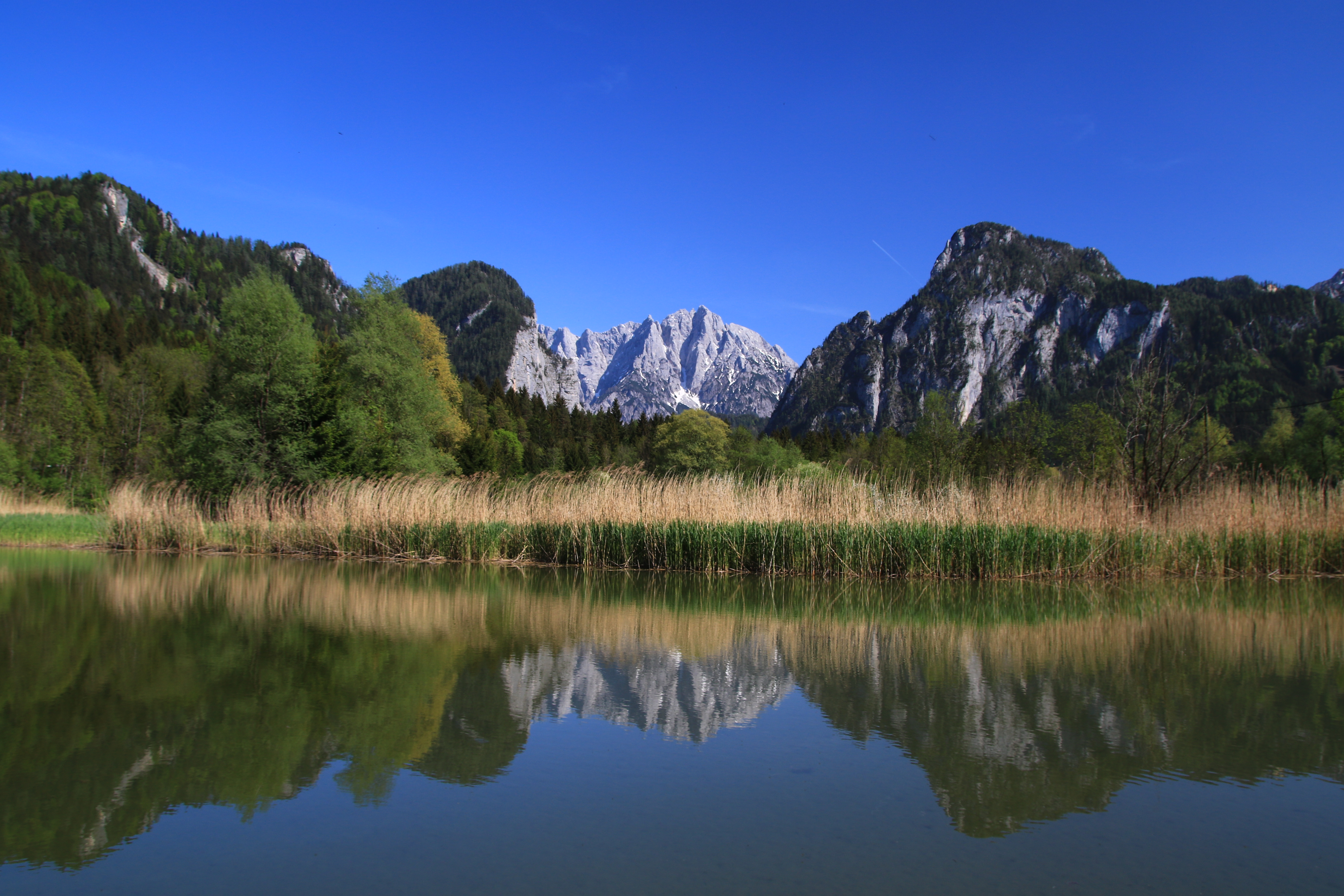
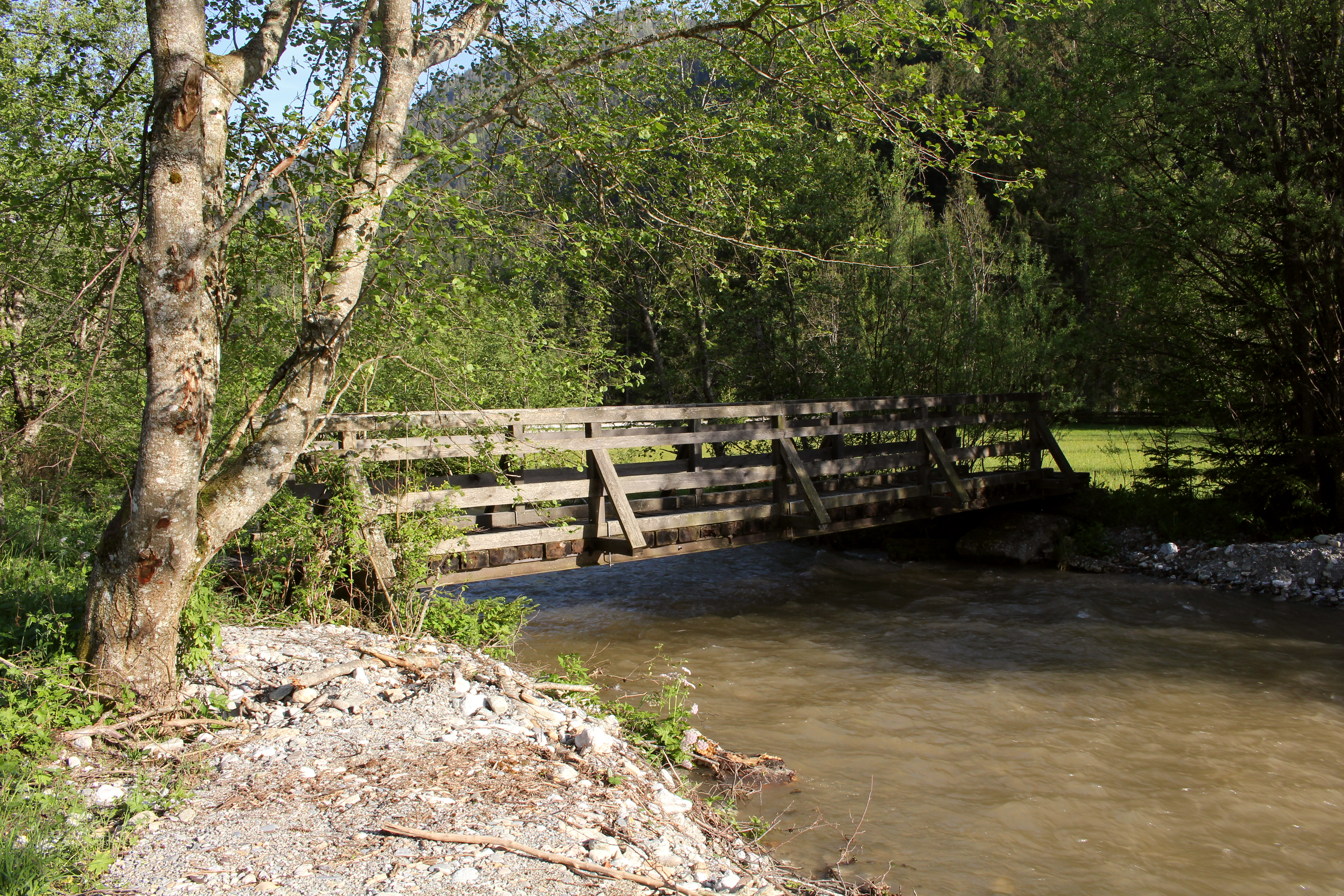
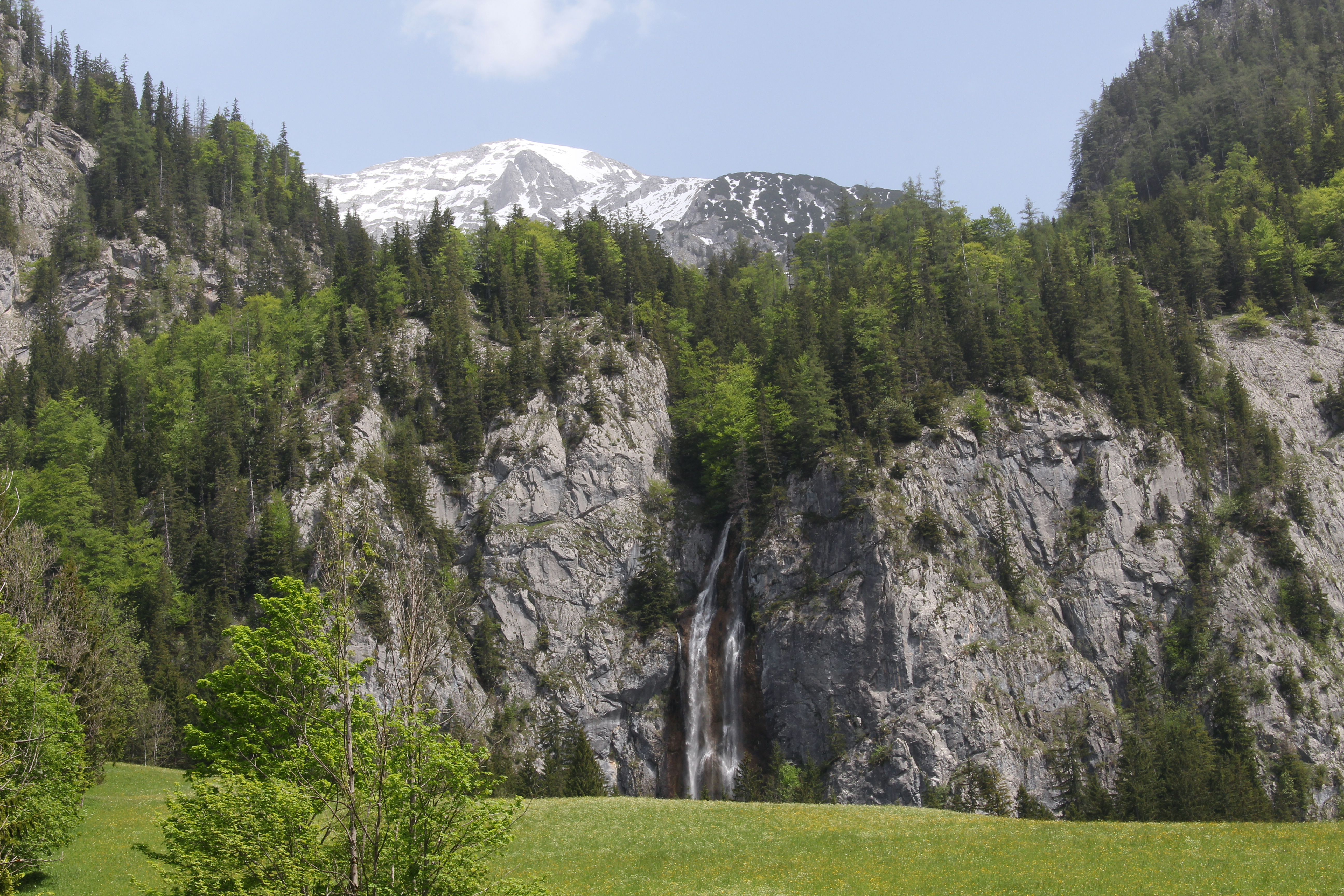
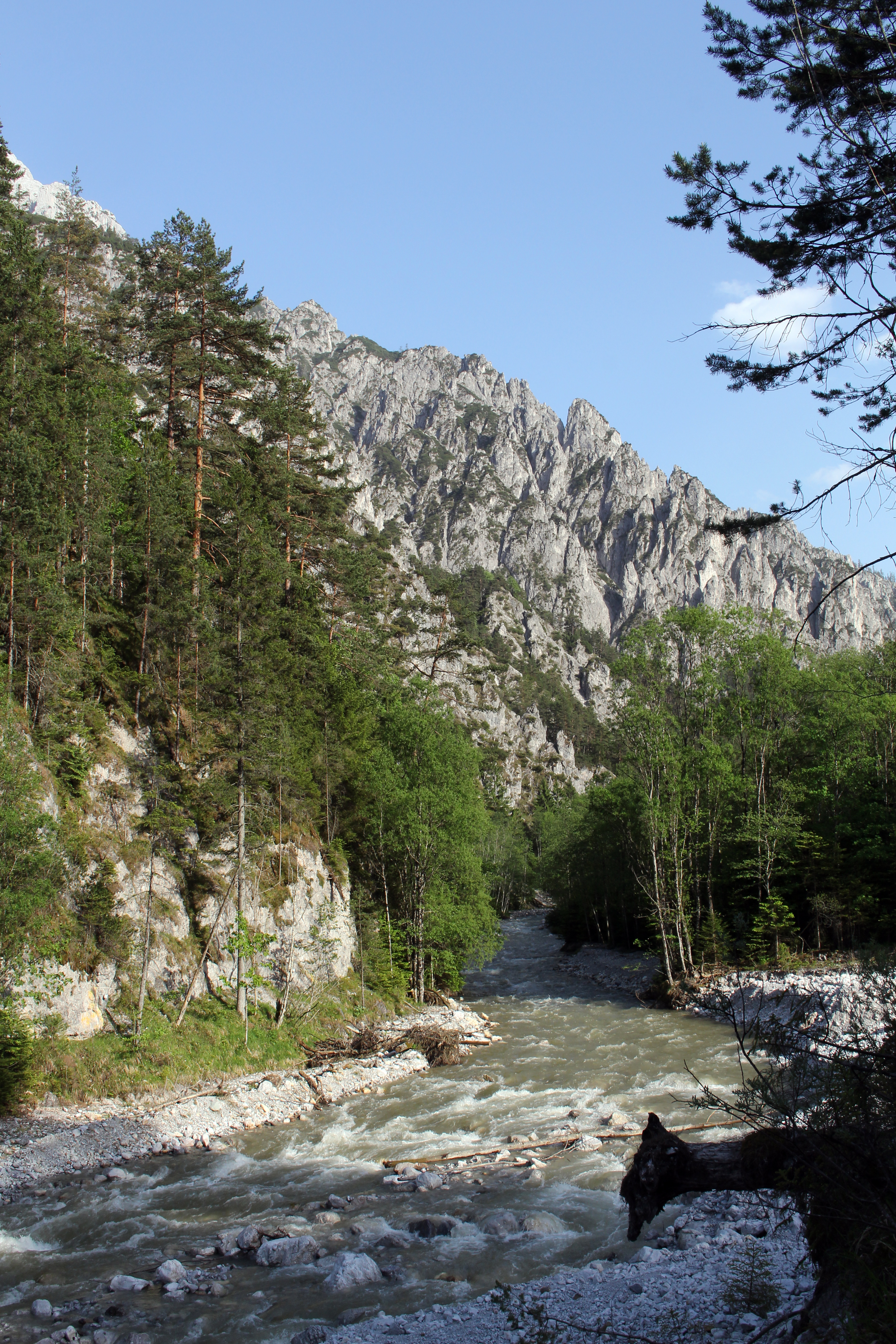

Panorama sur le parc national de Gesäuse depuis Rotmauer. Dans les montagnes on voit le Lugauer ou le Planspitze. Dans la vallée, la commune de Hieflau. Avril 2021.